# 사막왕도마뱀
사막왕도마뱀(Desert monitor)은 북아프리카와 중앙아시아 및 남아시아 전역에서 서식하는 뱀목에 속하는 왕도마뱀류의 일종이다. 사막왕도마뱀은 육식성으로 다양한 척추동물과 무척추동물을 잡아먹는다.

## 묘사

### 신체 특징
사막왕도마뱀은 일반적으로 밝은 갈색과 노란색에서 회색까지 다양한 신체 색상을 표시한다. 평균 몸길이는 약 1m이지만 총 몸길이는 거의 2m에 달한다. 이 도마뱀은 등이나 꼬리에 가로 띠가 있고 등에 노란색 반점이 있을 수도 있다. 어린 사막왕도마뱀은 일반적으로 밝은 색의 주황색이며 등에 독특한 띠가 있어 성숙하면서 사라질 수 있다. 콧구멍은 코보다 눈에 더 가까운 곳에 위치한 구멍으로, 전체 몸 크기는 먹이 공급 가능 시간, 연중 시간, 환경 기후 및 생식 상태에 따라 달라진다. 수컷은 일반적으로 암컷보다 더 크고 튼튼하다. 이러한 차이를 통해 수컷은 암컷과 구별할 수 있다. 모든 도마뱀과 마찬가지로 전체 몸 크기를 확장하기 위해 피부 외부 층을 벗기는 털갈이 기간을 거친다. 성인의 경우 이 과정은 몇 달이 걸릴 수 있으며 일 년에 약 세 번 정도 발생한다. 이들의 피부는 자신이 사는 사막 환경에 적응되어 있으며 수영과 잠수부로서 때때로 물속으로 들어가 먹이를 찾는 것으로 알려져 있다.

### 생활 양식
사막왕도마뱀은 약 9월부터 4월까지 동면에 들어간다. 4월은 동면에서 대량 탈출하는 시기로, 5월에서 7월 사이에 가장 활발하게 활동한다. 한낮에는 사막왕도마뱀이 주로 굴에 머물며 먹이를 찾기 위해 사막 표면에만 나타난다. 사막왕도마뱀은 전체 크기 (꼬리를 제외한 약 55~65cm)에 도달하는 데 약 3~4번의 동면 기간 (년)이 필요하며, 성적으로 성숙하기까지 최소 3번의 동면 기간이 필요하다. 야생에서 사막왕도마뱀의 전체 수명은 보통 수컷과 암컷 모두 약 8년을 넘지 않았다.

### 번식
사막왕도마뱀 번식은 보통 5월에서 7월 사이에 이루어진다. 교배는 5월과 6월에 이루어지며, 사막왕도마뱀은 보통 6월 말에서 7월 초에 알을 낳는다. 알은 29~31°C의 온도에서 배양되며 평균 120일 후에 부화한다. 태어날 때 아기 사막왕도마뱀의 총 길이는 약 25cm이다.

### 먹이 및 사냥
대부분의 왕도마뱀과 마찬가지로 사막왕도마뱀도 육식성이다. 이 종의 선호되는 먹이는 쥐, 알 또는 물고기이지만, 기회가 된다면 다른 작은 포유류 (저빌과 어린 산토끼), 파충류 (다른 도마뱀, 뱀, 거북이), 새, 양서류 (두꺼비), 곤충 (딱정벌레, 메뚜기, 노린재, 개미), 기타 무척추동물 (달팽이, 지네, 전갈) 또는 부육도 잡아먹는다.

## 분포
사막왕도마뱀은 여러 국가와 지역에 걸쳐 광범위하게 분포되어 있다. 요르단, 튀르키예, 모로코, 알제리, 튀니지, 리비아, 이집트, 이스라엘, 시리아, 레바논, 이라크, 오만, 투르크메니스탄, 카자흐스탄, 우즈베키스탄, 타지키스탄, 키르기스스탄, 서사하라, 모리타니, 말리, 니제르, 차드, 아프가니스탄, 이란 (카비르 사막 포함), 파키스탄, 인도 북서부에서 볼 수 있다. 유형 지역은 카스피해 연안에 위치한 다르샤이다.